# Saint-Sulpice, Puy-de-Dôme

Saint-Sulpice este o comună în departamentul Puy-de-Dôme, Franța. În 1 ianuarie 2022 avea o populație de 85 de locuitori.